# Uwe Bertram

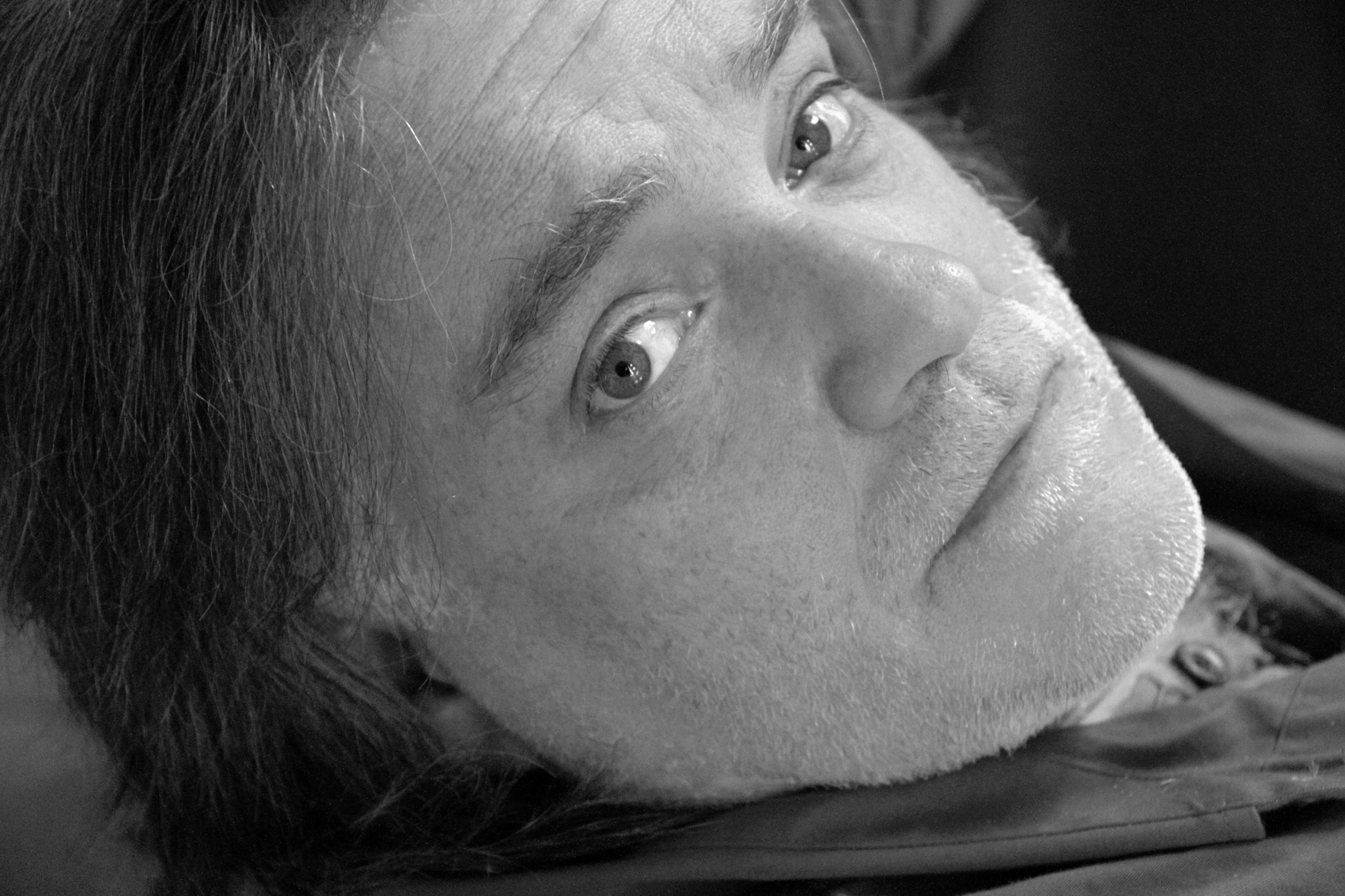
Uwe Bertram (2010)

Uwe Bertram (* 26. November 1962 in Magdeburg; † 10. November 2022 in Rosenheim) war ein deutscher Theaterschauspieler, -regisseur und -leiter.

## Leben
Uwe Bertram studierte an der Berliner Hochschule für Schauspiel Ernst Busch, Außenstelle Rostock. Von 1989 bis 1995 war er als festes Ensemblemitglied im Volkstheater Rostock beschäftigt. Im Anschluss war er ab 1996 unter anderem am Renaissance-Theater (Berlin), am Stadttheater Bern, am Residenztheater München, am Schauspiel Frankfurt sowie in Inszenierungen von Andrea Breth bei den Salzburger Festspielen und auf der RuhrTriennale engagiert. Auch in Film und Fernsehen war Uwe Bertram in verschiedenen Rollen zu sehen, zum Beispiel im Tatort, 2000, Der schwarze Ritter.
2003 übernahm Uwe Bertram das Theater Wasserburg, das seither als professionelles Privattheater geführt wird und mittlerweile vier Sparten hat: Schauspiel, Musiktheater, Tanz sowie Kinder- & Jugendtheater. In der Spielzeit 2004/2005 etablierte er die Wasserburger Theatertage. Seither treffen sich jährlich professionelle, freie Privattheater aus ganz Bayern in Wasserburg, um ihre aktuellen Arbeiten zu zeigen. 
2007 wirkte der Theaterleiter in einem Arbeitskreis des Bayerischen Ministeriums für Wissenschaft, Forschung und Kunst zur Entwicklung von Förderrichtlinien für staatliche Theater mit. 2008 wurde er in den Vorstand des Verbandes Freie Darstellende Künste Bayern e. V. gewählt. Im Kulturforum Rosenheim hatte er in den ersten beiden Aufbaujahren den Vorsitz inne. 2010 ist Uwe Bertram vom Bayerischen Staatsministerium für Wissenschaft und Kunst in die Jury zur Vergabe des Bayerischen Kunstförderpreises, Sparte Darstellende Kunst, berufen worden. Von 2016 bis 2020 war er Stellvertretendes Vorstandsmitglied im Landesverband Bayern des Deutschen Bühnenvereins. 2018 fungierte er als externer Berater der Jury zur Vergabe des deutschen Theaterpreises DER FAUST.
Als Regisseur erarbeitete er Produktionen in den Bereichen Schauspiel und Musiktheater sowie Tanz.
Zu Uwe Bertrams zehnjähriger Theatertätigkeit in Wasserburg gab es im März 2013 einen Fernsehbericht von Michael Bauer im BR, der zu folgendem Schluss kam: „Wenn das Provinztheater ist, dann wollen wir für unsere Großstädte mehr, viel mehr Provinz.“
Seine Urne wurde in Tötzham beigesetzt.

## Schauspiel (Auszüge)
- 1996 Renaissance-Theater (Berlin):
  - Ein Gag für Max von Neil Simon, Regie: Meinhard Zanger
- 1997 Renaissance-Theater (Berlin):
  - Das wirkliche Leben des Jakob Gehherda von Bertolt Brecht, Regie: Piet Drescher
- 1998 Stadttheater Bern:
  - Dantons Tod von Georg Büchner, Regie: Gerd Heinz
- 1998 Renaissance-Theater (Berlin):
  - Molly Sweeney von Brian Friel, Regie: Fred Bernd
- 1999 Residenztheater (München):
  - Woyzeck von Georg Büchner, Regie: Stéphane Braunschweig[7]
  - Karl Hetmann, der Zwergriese oder Hidalla von Frank Wedekind, Regie: Alexander Lang
  - Don Juan und Faust von Christian Dietrich Grabbe, Regie: Anselm Weber
- 2000 Residenztheater (München):
  - Wallenstein von Friedrich Schiller, Regie: Anselm Weber
  - Einer flog über das Kuckucksnest von Dale Wasserman nach dem Roman von Ken Kesey, Regie: Klaus Emmerich
  - Lulu von Frank Wedekind, Regie: Klaus Emmerich
- 2002 Schauspiel Frankfurt:
  - Gespenster von Henrik Ibsen, Regie: Stéphane Braunschweig
- 2004 Theater Wasserburg:
  - Warten auf Godot von Samuel Beckett, Regie: Gerry Mierbeth (Open Air)
- 2004 Renaissance-Theater (Berlin):
  - Die Ziege oder Wer ist Sylvia? von Edward Albee, Regie: Felix Prader (Deutsche Erstaufführung)
- 2006 Schauspiel Frankfurt:
  - Gespenster von Henrik Ibsen (im Rahmen der Berliner Theaterfestspiele)
  - Die Jungfrau von Orleans von Friedrich Schiller, Regie: Simone Blattner
- 2006 Theater Wasserburg:
  - Amadeus von Peter Shaffer, Regie: Gerry Mierbeth (Open Air)
  - Woyzeck von Georg Büchner, Regie: Annett Segerer
- 2008 Salzburger Festspiele:
  - Verbrechen und Strafe, Regie: Andrea Breth (Uraufführung einer Bühnenfassung von Andrea Breth nach Fjodor M. Dostojewski, Schuld und Sühne)
- 2009 Salzburger Festspiele:
  - Verbrechen und Strafe (WA), Regie: Andrea Breth
- 2009 Ruhrtriennale:
  - Der zerbrochne Krug von Heinrich von Kleist, Regie: Andrea Breth
- 2019 Theater Wasserburg
  - Pension Schöller von Carl Laufs und Wilhelm Jacoby, Regie: Nik Mayr

## Regie (Auswahl)
- 2002 Ein Sommernachtstraum von William Shakespeare (Open Air am Stoa in Edling)
- 2003 Spiel’s nochmal Sam von Woody Allen
- 2003 Amphitryon von Heinrich von Kleist (Open Air am Stoa in Edling)
- 2003 Arsen und Spitzenhäubchen, von Joseph Kesselring
- 2004 Penthesilea Projekt von Heinrich von Kleist
- 2004 Der nackte Wahnsinn von Michael Frayn
- 2005 Romeo und Julia von William Shakespeare (Open-Air in der Altstadt Wasserburgs und auf Schloss Pertenstein)
- 2005 Meisterklasse - Maria Callas von Terrence McNally
- 2005 Othello darf nicht platzen von Ken Ludwig
- 2006 Quartett von Heiner Müller, Mein Freund Harvey von Mary Chase
- 2007 Lulu von Frank Wedekind
- 2007 Macbeth von William Shakespeare (Open Air am Stoa in Edling und auf der Burg zu Burghausen)
- 2008 Leb wohl, Judas von Ireneusz Iredynski
- 2008 Volksvernichtung von Werner Schwab
- 2009 Elektra nach Sophokles, Hugo von Hofmannsthal, Sartre u. a.
- 2009 Medea nach Euripides, Hans Henny Jahnn, Heiner Müller etc.
- 2009 Hamlet von William Shakespeare (Open Air am Stoa in Edling und in Altötting)
- 2010 Richard III. von William Shakespeare
- 2010 Das Sparschwein von Eugène Labiche
- 2011 The Black Rider von Tom Waits / Robert Wilson / William S. Burroughs (Open Air in der Wasserburger Altstadt)
- 2012 Alice von Tom Waits / Robert Wilson / Paul Schmidt
- 2012 Der nackte Wahnsinn von Michael Frayn
- 2013 Woyzeck von Tom Waits / Robert Wilson / Georg Büchner
- 2013 Dantons Tod von Georg Büchner
- 2013 Ein Traumspiel – Clownsspiel nach August Strindberg
- 2013 Johan vom Po entdeckt Amerika von Dario Fo
- 2014 Kafka, Musiktheater mit Texten von Franz Kafka
- 2014 Arsen und Spitzenhäubchen von Joseph Kesselring
- 2015 Ein Sommernachtstraum (Open Air auf der Innbühne am Gries im Rahmen der 2. Wasserburger Nächte des Kulturkreises Wasserburg)
- 2016 Peter Pan von James M. Barrie, Übersetzung: Erich Kästner
- 2016 Kleiner Mann – was nun? von Hans Fallada
- 2017 Der aufhaltsame Aufstieg des Arturo Ui von Bertolt Brecht
- 2018 Der Kirschgarten von Anton Tschechow, Übersetzung Thomas Brasch
- 2020 Drei Schwestern von Anton Tschechow, Übersetzung Thomas Brasch
- 2020 Hoffmanns Erzählungen in einer Textfassung von Mario Eick
- 2021 Die Nashörner von Eugène Ionesco (Open Air auf dem Gelände der ehemaligen Essigfabrik Burkhardt in Wasserburg am Inn)
- 2022 Die wahre Geschichte des Ah Q von Christoph Hein nach Lu Xun

## Auszeichnungen
- 2000 Auszeichnung mit dem Bayerischen Theaterpreis im Rahmen der Woyzeck-Inszenierung von Stéphane Braunschweig am Residenztheater München.
- 2010 bekam Uwe Bertram den Kulturpreis vom Landkreis Rosenheim.
- 2012 erhielt er für die Musiktheaterproduktion The Black Rider einen der fünf Jury-Preise auf den 30. Bayerischen Theatertagen Augsburg. In der Begründung hieß es: „Die Bilderwelt von Tim Burton und die Musik von Tom Waits. Das passt. Das passt sogar sehr gut. Und findet zusammen in der Black Rider-Inszenierung des Theaters Wasserburg. Wir blicken auf eine Wand, bemalt mit Figuren und Szenen, die aus Trickfilmen wie ‚Corpse Bride‘ stammen könnten. Hinter der Wand öffnen sich kleine Boxen. Sie bieten Platz für die Schauspieler, die wiederum kostümiert sind wie Gruselpuppen. Auf einem kleinen Raum entsteht eine in sich geschlossene Tom-Waits-Welt. Man will sich diese in keinem Detail anders vorstellen.“
- 2015 verlieh Bundespräsident Joachim Gauck Uwe Bertram das Bundesverdienstkreuz.[8]